# Armand Glesener
 (juin 2013).
Si vous disposez d'ouvrages ou d'articles de référence ou si vous connaissez des sites web de qualité traitant du thème abordé ici, merci de compléter l'article en donnant les références utiles à sa vérifiabilité et en les liant à la section « Notes et références ».
Armand Glesener, né à Liège le 3 décembre 1905 et mort en 1989 dans la même ville, est un magistrat et résistant belge.

## Biographie

### Formation
Fils d'un horloger liégeois et neveu de l'écrivain Edmond Glesener, il a effectué des études de droit à l'Université de Liège. Il entame sa carrière professionnelle en 1931 comme assistant du professeur Wille à la chaire de droit civil de l'Université de Liège, et s'initie au métier d'avocat sous la tutelle du sénateur Charles Magnette. En 1935, il est nommé substitut de procureur du roi au parquet de Liège.

### La résistance et la répression de la collaboration
Sous l'occupation allemande, il est maintenu dans ses fonctions et rejoint le réseau de résistance « Thomas More », fondé par Paul Henry de La Lindi, où il côtoie d'autres résistants tels que Nicolas Monami, Paul Brouha, ou Paul Malmendier. En 1943, il échappe au démantèlement du réseau par l'occupant, au cours duquel plusieurs membres sont arrêtés, fusillés ou déportés.
À la libération de Liège, le 4 septembre 1944, il est détaché comme substitut à l'auditorat militaire jusque 1948, où il est chargé de la répression de la collaboration politique. Il a notamment requis dans l'affaire du journal La Légia et dans le procès du « Grand Liège ». En 1947, il est président de la première commission d'agréation pour prisonniers politiques.

### Carrière au Parquet Général de Liège
Après la guerre, il entre au Parquet Général de Liège, où il est nommé avocat général en 1957 puis procureur général en 1974. En 1975, il devient procureur général émérite.

### Vie privée
Armand Glesener habitait une maison dans le quartier de la rue Naimette avec son épouse Zine avec laquelle il eut deux enfants : Jacqueline et Philippe.